# Comisionado de la MLB
El Comisionado de béisbol de la MLB es el jefe ejecutivo de las MLB. Bajo su dirección se encuentra la dirección y el mantenimiento de las reglas sobre el arbitraje y las negociaciones de marketing, laborales y de los contratos televisivos de las Grandes Ligas. El comisionado es escogido mediante voto por los propietarios de los equipos.
El actual comisionado es Rob Manfred, quien ocupa el cargo desde 2014.  

## Origen del cargo
El título de comisionado, que en la actualidad se usa en EUA para designar al dirigente tanto de las Grandes Ligas como de las otras grandes ligas deportivas, deriva de la oficina predecesora, la Comisión Nacional.

## Comisionados del béisbol
- Kenesaw Mountain Landis (1920-1944)
- A. B. "Happy" Chandler, Sr. (1945-1951)
- Ford Frick (1951-1965)
- William Eckert (1965-1968)
- Bowie Kuhn (1969-1984)
- Peter Ueberroth (1984-1989)
- Bart Giamatti (1989)
- Fay Vincent (1989-1992)
- Bud Selig (1998-2014; título de "acting commissioner" (1992-1998))
- Rob Manfred (2014-presente)